# Wally Cox
Wallace Maynard Cox, detto Wally (Detroit, 6 dicembre 1924 – Hollywood, 15 febbraio 1973), è stato un attore statunitense.

## Filmografia parziale

### Cinema

#### Attore
- Alla fiera per un marito (State Fair), regia di José Ferrer (1962)
- Quella nostra estate (Spencer's Mountain), regia di Delmer Daves (1963)
- Destino in agguato (Fate Is the Hunter), regia di Ralph Nelson (1964)
- Una Rolls-Royce gialla (The Yellow Rolls-Royce), regia di Anthony Asquith (1964)
- I morituri (Morituri), regia di Bernhard Wicki (1965)
- Stato d'allarme (The Bedford Incident), regia di James B. Harris (1965)
- Una pazza banda di famiglia (The One and Only, Genuine, Original Family Band), regia di Michael O'Herlihy (1968)
- Boatniks - I marinai della domenica (The Boatniks), regia di Norman Tokar (1970)
- La TV ha i suoi primati (The Barefoot Executive), regia di Robert Butler (1971)

### Televisione

#### Attore
- Mister Peepers – serie TV, 104 episodi (1952-1955)
- The United States Steel Hour – serie TV, 3 episodi (1955-1960)
- The Adventures of Hiram Holliday – serie TV, 26 episodi (1956-1961)
- Follow the Sun – serie TV, episodio 1x26 (1962)
- Ai confini della realtà (The Twilight Zone) – serie TV, episodio 5x20 (1964)
- Mr. Roberts (Mister Roberts) – serie TV, episodio 1x28 (1966)
- Operazione ladro (It Takes a Thief) – serie TV, episodi 1x01-3x24 (1968-1970)
- Quarantined – film TV (1970)
- Here's Lucy – serie TV, 4 episodi (1969-1972)
- Lo strangolatore della notte (The Night Strangler) – film TV (1973)

#### Doppiatore
- Ughetto - Cane perfetto (Underdog) – serie TV, 119 episodi (1964-1967)